# Neumarkt in der Oberpfalz
Neumarkt in der Oberpfalz település Németországban, azon belül Bajorországban. Lakosainak száma 41 255 fő (2023. december 31.). Neumarkt in der Oberpfalz Berg bei Neumarkt in der Oberpfalz, Postbauer-Heng, Berngau, Sengenthal, Deining, Pilsach és Velburg községekkel határos.

## Népesség
A település népessége az elmúlt években az alábbi módon változott:
| Lakosok száma | 4513 | 12 177 | 29 713 | 32 924 | 38 355 | 38 800 | 39 573 | 39 822 | 40 274 | 41 255 |
|               | 1875 | 1950   | 1975   | 1987   | 2012   | 2014   | 2016   | 2017   | 2021   | 2023   |

## Fekvése
Berchingtől északra, a Sulz-patak mellett fekvő település.

## Története
Az első települési nyomok az újkőkorra vezethetők vissza, Neumakt területén számos halomsír és kelta régészeti lelet került napvilágra.
A település keletkezésének pontos időpontja nem ismert, feltételezhetően valamikor a 12. században a Nürnberg és Regensburg közötti kereskedelmi útvonal mellett jött létre. A város első említése 1135 és 1160 közötti időkre esik, Először 1315-ben számolnak be az írásos forrásokban itt egy erődítményről.
A harmincéves háború idején 1633-1635 és 1646-1649 között a svéd csapatok fosztották ki a várost, amely ekkor részben megsemmisült.
A napóleoni háborúk idején 1796 nyarán a francia és az osztrák csapatok drámai találkozása zajlott le itt, mikor a francia csapatok foglalták el a települést, és az osztrákok a város teljes pusztulásával fenyegettek. Csak a neumarki kovács Veit Jung bátor beavatkozása által menekült meg a város a teljes pusztulástól, aki önkényesen kinyitotta a felső kaput, hogy megelőzze a pusztulást. Mint Bajorország 1806-ban I. Napóleon alatt, Neumarkt is királyi bajor város státust kapott és a kerületi bíróság székhelye lett.
1830-tól több ezer ember dolgozott a Ludwig csatorna építésén, melynek befejezése 1846-ban volt. 
A második világháborút következő rekonstrukció során a városban túlsúlyba került a modern építészet. Azonban az óvárosnak sikerült megőriznie a történelmi jellegét.

## Nevezetességek
- Óváros

## Itt születtek, itt éltek
- III. Christoph III. (1416-1448), Dánia, Norvégia és Svédország királya
- II. Otto Von Pfalz-Neumarkt (1435-1499), csillagász és matematikus
- Hans Pötzl Inger (kb 1535-1603), reneszánsz szobrász
- Joseph Willibald Michl (1745-1816) zeneszerző, basszusgitáros
- Veit Jung, az úgynevezett "Torschmied", a várost megmentette a pusztulástól
- Josef Goldschmidt, társalapítója az Express Kerékpár Werke AG-nek, mely az első kerékpárgyár az európai kontinensen
- Albert Reich (1881-1942), festő
- Augusztus Rinaldi (1883-1962), művészeti vezető
- Kathe Dorsch (1890-1957), színésznő
- Martin Albert (1909-1991), politikus, volt tagja a bajor parlamentnek
- Franz Xaver Gärtner (1925-1989), német építész
- Margret Hell (* 1927), költő
- Adolf Beck (1938-2009), politikus, volt tagja a bajor parlamentnek
- Harry Meyer (* 1960), festő

## Galéria

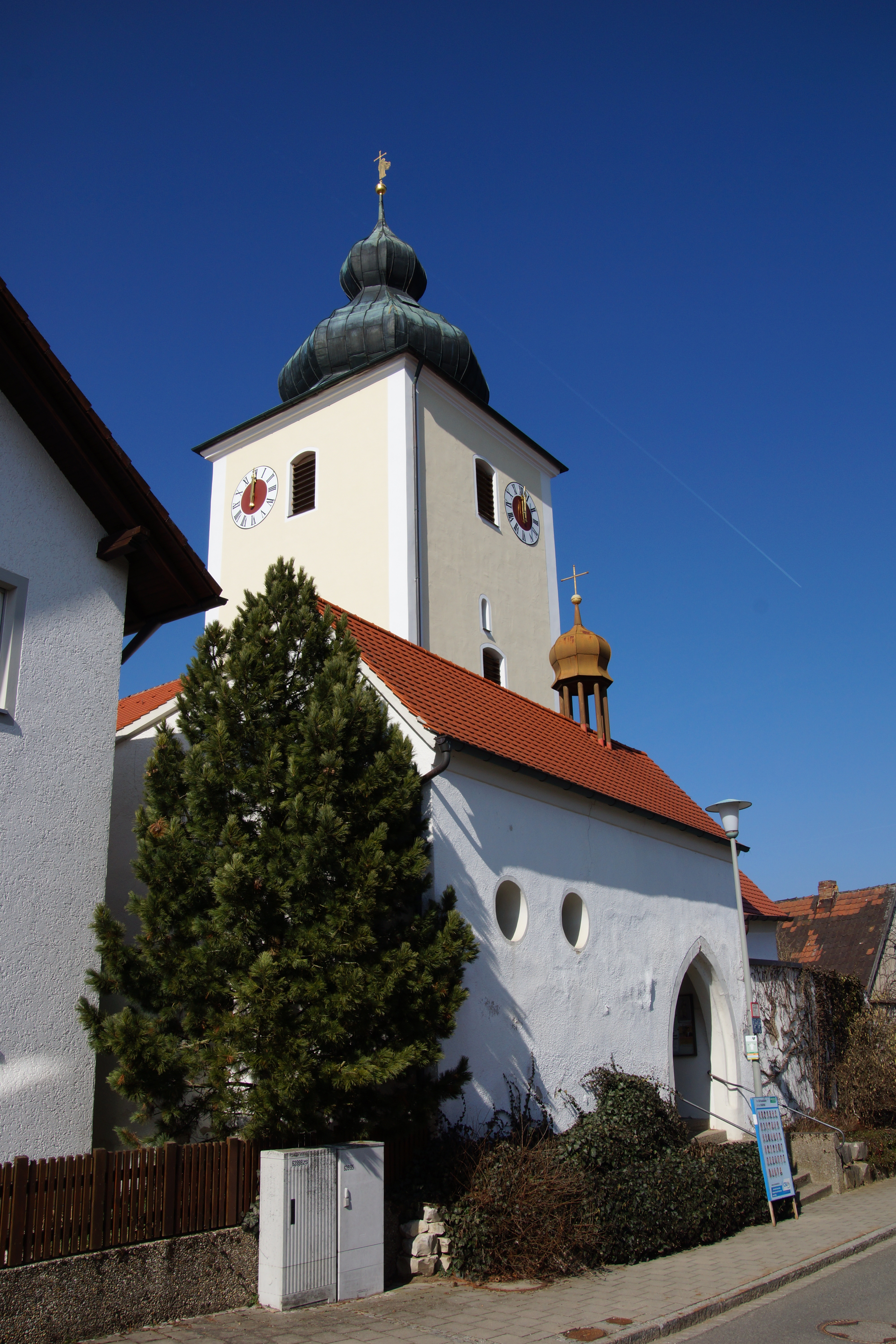
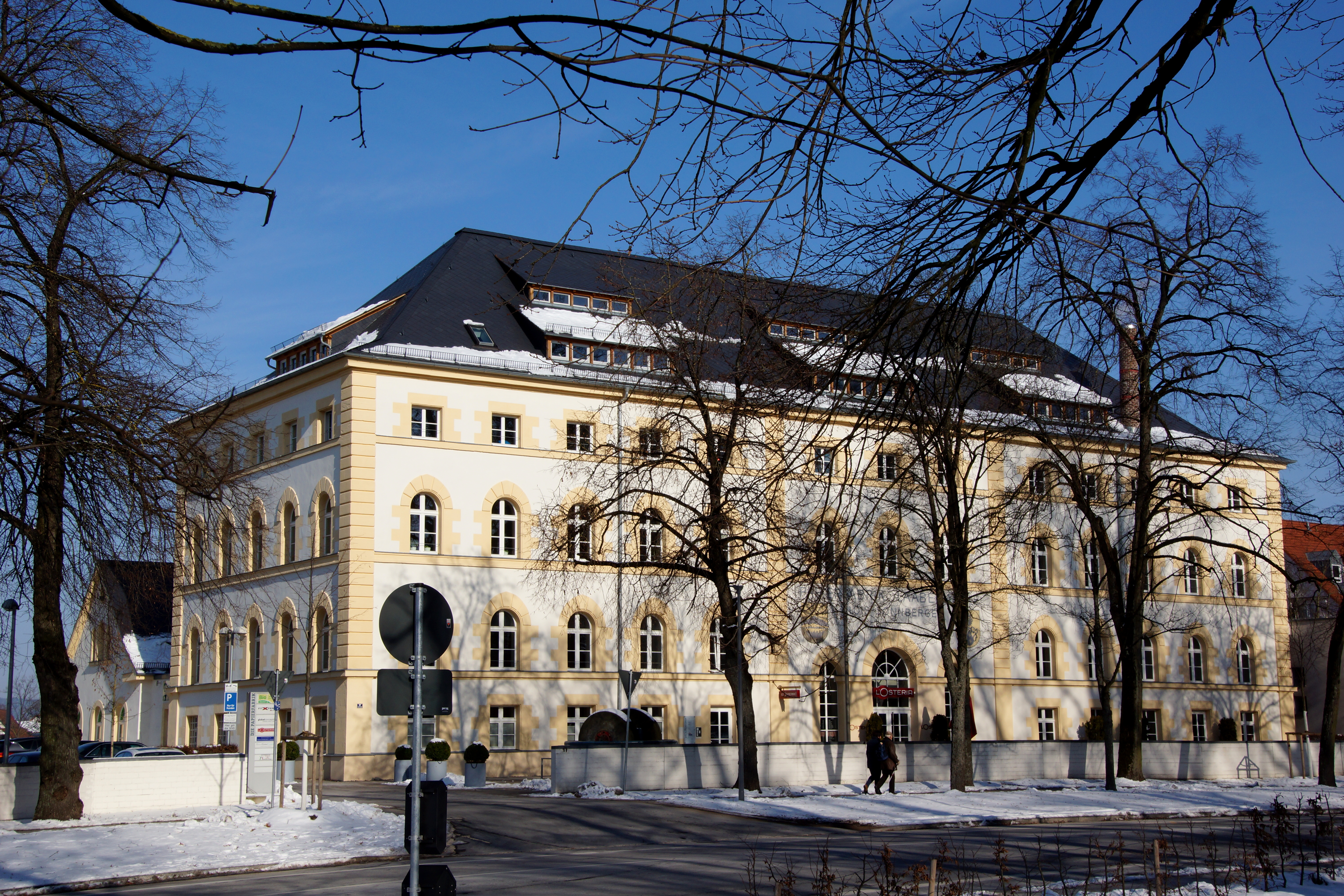
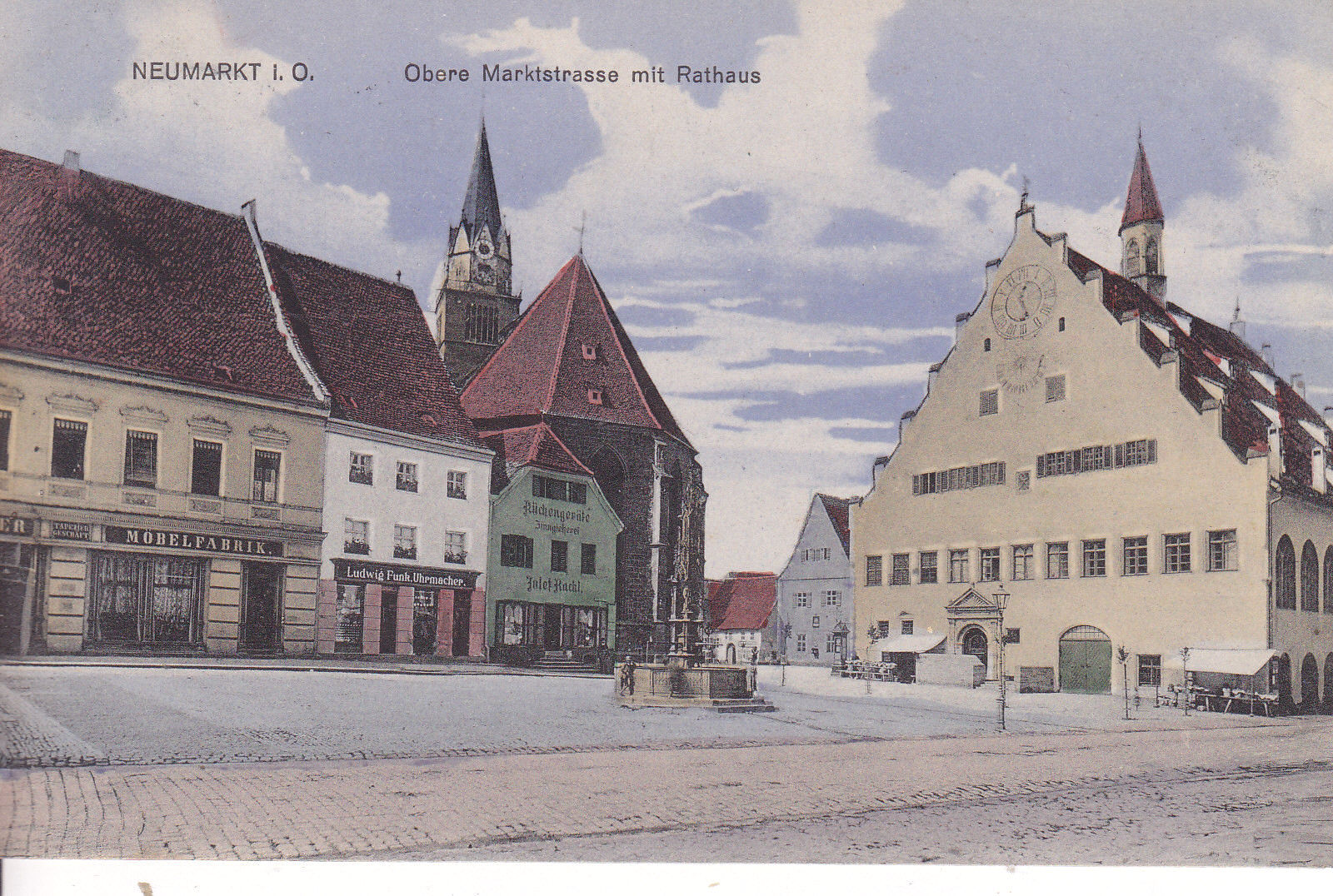
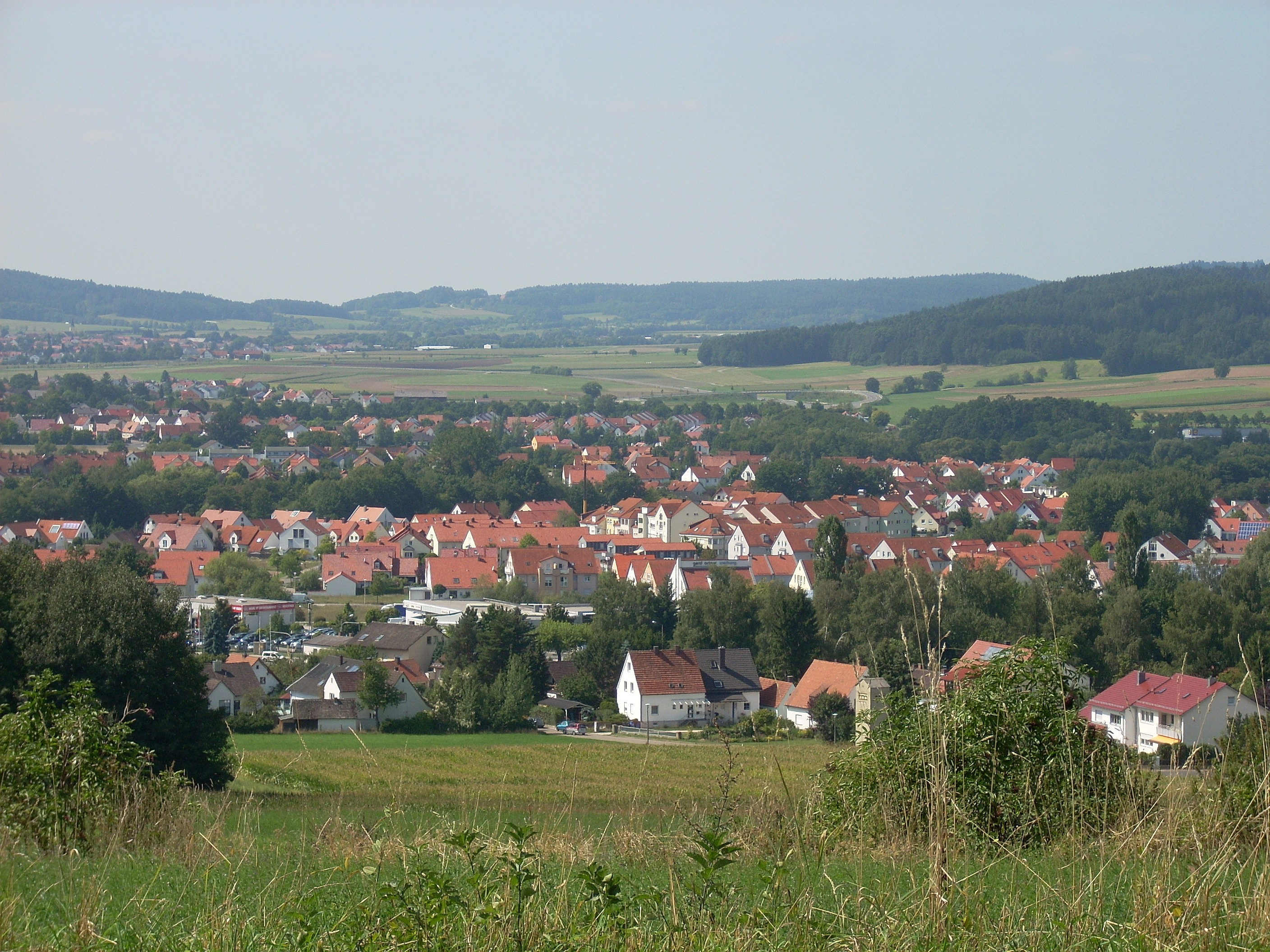
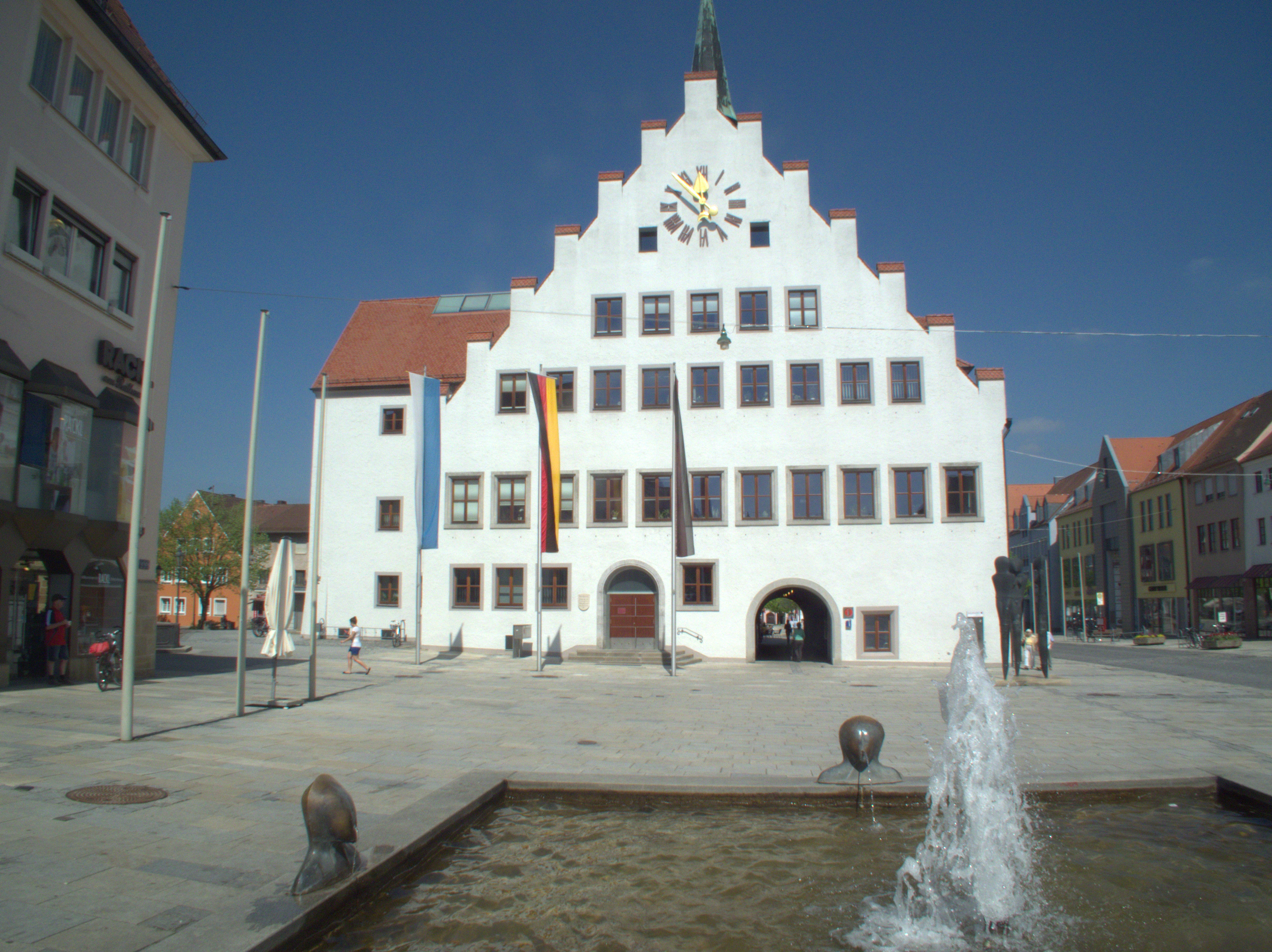